# Hemoana Stadium
Het Hemoana Stadium is een stadion op het Tokelause atol Nukunonu. Het stadion fungeert als nationaal stadion van Tokelau en is de thuishaven van het Tokelaus rugby league-team.
Het Hemoana Stadium heeft circa 1000 zitplaatsen en wordt voornamelijk gebruikt voor rugby- en voetbalwedstrijden.